# استنستید-است، کبک
استنستید-است (به فرانسوی: Stanstead-Est) شهری در منطقه شهری کوتیکوک ناحیه استری در استان کبک کانادا است. در سرشماری سال ۲۰۱۱ این شهر ۶۱۵ نفر جمعیت داشته و مساحت آن ۱۱۱٫۷ کیلومتر مربع است.